# Simon (Familienname)
Simon oder Simón (span.) ist ein vom gleichlautenden männlichen Vornamen abgeleiteter Familienname. Zur Bedeutung siehe Simon (Vorname)#Herkunft und Bedeutung.

## Namensträger

### A
- Abraham Everard Simon Thomas (1820–1886), niederländischer Mediziner
- Adam Simon (* 1962), US-amerikanischer Regisseur und Drehbuchautor
- Ádám Simon (* 1990), ungarischer Fußballspieler
- Adolf Simon (1885–nach 1973), österreichischer Graphologe, Heilpraktiker und Theosoph
- Agnes Simon (Tischtennisspielerin) (1935–2020), ungarische Tischtennisspielerin
- Agnes Simon (Biathletin) (* 1974), ungarische Orientierungsläuferin, Biathletin und Skilangläuferin
- Alain Simon (* 1941), Schweizer Bildender Künstler und Kunstlehrer
- Albert Simon (1920–2013), französischer Journalist
- Alexander Simon (Schauspieler, 1962) (* 1962), deutscher Schauspieler und Pantomime
- Alexander Simon (Schauspieler, 1968) (* 1968), deutscher Schauspieler und Regisseur
- Alexander Moritz Simon (eigentlich Moses Simon; 1837–1905), deutscher Bankier und Diplomat
- Alfons Simon (1897–1975), deutscher Pädagoge
- Alfred Simon (* 1966), österreichischer Philosoph, Medizinethiker und Hochschullehrer
- André Simon (Schauspieler), Schauspieler und Regisseur
- André Simon (Weinhändler) (1877–1970), französisch-britischer Weinhändler und Autor
- André Simon (Rennfahrer) (1920–2012), französischer Automobilrennfahrer
- André Simon (Mediziner) (* 1967), deutscher Thoraxchirurg und Hochschullehrer
- Andre Simon (Radsportler) (* 1987), antiguanischer Radsportler
- Andrea Simon (* 1971), deutsche Malerin
- Andreas Simon (* 1984), deutscher Handballspieler
- Andreas Z. Simon (* 1974), deutscher Schriftsteller, Drehbuchautor und Regisseur
- Andrés Simón (* 1961), kubanischer Leichtathlet
- Ángel Francisco Simón Piorno (* 1945), spanischer Priester, Bischof von Chimbote
- Anke Simon (* 1963), deutsche Politikerin (SPD)
- Anna Simon (Politikerin) (1862–1926), deutsche Politikerin (SPD)
- Anna Simon (Intendantin) (1892–1964), deutsche Theaterintendantin
- Anne Simon (* 1956), US-amerikanische Biologin und Hochschullehrerin
- Anne Simon (Comicautorin) (* 1980), französische Comicautorin und Illustratorin
- Anne-Catherine Simon (* 1975), österreichische Autorin und Journalistin
- Annette Simon, Ehename von Annette von Eckardt (1871–1934), deutsche Malerin, Restauratorin, Kopistin, Textilkünstlerin, Kunstschriftstellerin und Antiquitätenhändlerin
- Annette Simon (Drehbuchautorin), Drehbuchautorin
- Annette Simon (Psychotherapeutin) (* 1952), deutsche Psychotherapeutin und Autorin
- Antoine Simon (1736–1794), französischer Revolutionär
- Anton Simon (Erzieher) (1760?–1809), tschechischer Erzieher und Autor
- Anton Simon (Diplomat) (1905–1997), deutscher Diplomat
- Anton Simon (Shorttracker) (* 1986), ukrainischer Shorttracker
- Anton Juljewitsch Simon (auch Antoine Simon; 1850–1916), französisch-russischer Komponist
- Armand Simon (1887–1960), Schweizer Tennisspieler
- Arndt Simon (* 1940), deutscher Chemiker
- Art-Oliver Simon (* 1966), deutscher Komponist
- Arthur Simon (Mediziner) (1877–1979), deutscher Gynäkologe; 1936 Emigration in die USA
- Arthur Simon (1893–1962), deutscher Chemiker
- Artur Simon (Architekt) (1881–1947), deutscher Architekt und Bauunternehmer
- Artur Simon (1938–2022), deutscher Musikethnologe
- August Simon (1862–1926), deutscher Bergwerksmanager
- Axel Simon (Mediziner) (1931–2012), deutscher Gerichtsmediziner
- Axel Simon (Architekt) (* 1966), deutscher Architekt und Architekturkritiker
- Axel Th. Simon (1943–2018), deutscher Unternehmer und Brauer

### B
- Babette Simon (* 1960), deutsche Medizinerin
- Balthasar Simon (1591–1635), deutscher Arzt und Hochschullehrer
- Barbara Simon (Schauspielerin), deutsche Schauspielerin
- Barbara Simon (Filmeditorin) (1939–2019), deutsche Filmeditorin
- Barbara Simon (Kunsthistorikerin) (* 1960), deutsche Archäologin, Kunsthistorikerin und Numismatikerin
- Barbara Simon (Archivarin), deutsche Archivarin und Autorin
- Barry Simon (* 1946), US-amerikanischer Physiker
- Beatrice Simon (* 1960), Schweizer Politikerin (SVP, BDP)
- Béla Simon (Maler) (1910–1980), ungarischer Maler
- Béla Simon (Tischtennisspieler) (1920–1996), ungarischer Tischtennisspieler und -trainer
- Béla Simon (Ruderer) (* 1988), ungarischer Ruderer
- Ben Simon (* 1978), US-amerikanischer Eishockeyspieler
- Bernd Simon (1946–2017), deutscher Synchronsprecher
- Bernd Simon (Psychologe) (* 1960), deutscher Sozialpsychologe
- Bernhard Simon (Architekt) (1816–1900), Schweizer Architekt
- Bernhard Simon (Flüchtling) (1945–1963), deutscher Flüchtling, Todesopfer an der innerdeutschen Grenze
- Bernhard Simon (Unternehmer) (* 1960), deutscher Unternehmer und Manager
- Bert Simon (1913–1970), deutscher Brauereiunternehmer
- Bertrand Simon (1882–1958), deutscher Brauereiunternehmer
- Bettina Simon (* 1957), deutsche Politikerin, MdL Sachsen
- Björn Simon (* 1981), deutscher Politiker (CDU), MdB
- Bob Simon (1941–2015), US-amerikanischer Journalist

### C
- Carl Simon (Verleger), deutscher Musikverleger
- Carl Simon (1873–1952), deutscher Unternehmer, siehe Lichtbildanstalt Carl Simon & Co.
- Carl Simon (Schauspieler) (1887–??), deutscher Schauspieler
- Carl Alexander Simon (1805–1852), deutscher Dichter und Maler
- Carl August Simon (1817–1887), deutscher Generalmajor
- Carl Berthold Simon (auch Karl Berthold Simon; 1828–1901), deutsch Bankier
- Carla Simón (* 1986), spanische Filmemacherin
- Carlos Simon (* 1965), brasilianischer Fußballschiedsrichter
- Carlos Simón Vázquez (* 1965), spanischer römisch-katholischer Geistlicher, Theologe und Bioethiker
- Carly Simon (* 1943), US-amerikanische Sängerin
- Carolin Simon (* 1992), deutsche Fußballspielerin
- Caroline K. Simon (1900–1993), US-amerikanische Juristin und Politikerin
- Charles Simon (Schriftsteller) (1850–1910), französischer Schriftsteller
- Charles Simon (Turner), französischer Turner
- Charles Simon (Fußballfunktionär) (1882–1915), französischer Sportler und Fußballfunktionär
- Charles-François de Saint-Simon Sandricourt (1727–1794), französischer Geistlicher, Bischof von Agde
- Chibueze Christian Simon (* 2000), nigerianischer Fußballspieler
- Chris Simon (1972–2024), kanadischer Eishockeyspieler
- Christian Simon (Historiker) (* 1951), Schweizer Wissenschaftshistoriker
- Christian Simon (Moderator) (* 1951), deutscher Moderator und Musikproduzent
- Christian Simon (Verleger) (* 1960), deutscher Stadthistoriker und Verleger
- Christian Simon (Fußballspieler) (1970–2021), deutscher Fußballspieler
- Christina Simon, früherer Name von Ina Wolf (* 1954), österreichische Sängerin und Songschreiberin
- Christina Simon (Grafikerin) (* 1963), deutsche Druckgrafikerin und Kunstpädagogin
- Christoph Simon (* 1972), Schweizer Schriftsteller
- Christoph Simon (Dokumentarfilmer) (* 1976), deutscher Dokumentarfilmer
- Christopher Simon (* 1963), australischer Schauspieler und Filmproduzent
- Claire Simon (* 1955), französische Drehbuchautorin, Schauspielerin, Kamerafrau, Filmeditorin und Regisseurin
- Claude Simon (1913–2005), französischer Schriftsteller
- Claude de Rouvroy, duc de Saint-Simon (1607–1693), französischer Adliger
- Cleaveland Simon (* 1980), lucianischer Fußballspieler
- Cliff Simon (1962–2021), südafrikanischer Schauspieler
- Cordula Simon (* 1986), österreichische Schriftstellerin
- Corinna Simon (* 1960), deutsche Pianistin
- Cornelia Simon-Bach (1941–2018), deutsche Malerin und Zeichnerin

### D
- Dagmar Simon (Politikwissenschaftlerin) (* 1954), deutsche Politikwissenschaftlerin
- Dagmar Simon (Medizinerin) (* 1960), deutsch-schweizerische Dermatologin und Hochschullehrerin
- Daniel Simon (Dichter) (* 1967), US-amerikanischer Dichter, Übersetzer und Journalist
- Daniel Simon (Informatiker), US-amerikanischer Mathematiker und Informatiker
- Daniel Simon (Designer) (* 1975), deutscher Automobildesigner
- Daniel Simon (Schwimmer) (* 1988), deutscher Schwimmer
- David Simon, Baron Simon of Highbury (* 1939), britischer Geschäftsmann und Politiker (ehemals Labour Party)
- David Simon (Autor) (* 1960), US-amerikanischer Autor, Journalist und Produzent
- David Simon (Basketballspieler) (* 1982), US-amerikanischer Basketballspieler
- David Simon (Schauspieler) (* 1986), deutscher Schauspieler
- Dean Simon, eigentlicher Name von Dean Malenko (* 1960), US-amerikanischer Wrestler
- Decoursey Simon, lucianischer Fußballspieler
- Detlef Simon (* 1966), deutscher Moderator, Kabarettist und Zauberkünstler
- Dick Simon (* 1933), US-amerikanischer Automobilrennfahrer
- Diederik Simon (* 1970), niederländischer Ruderer
- Dieter Simon (Diplomat) (* 1935), deutscher Diplomat
- Dieter Simon (Rechtswissenschaftler) (* 1935), deutscher Rechtswissenschaftler
- Dieter Simon (Künstler) (1937–1988), deutscher Künstler
- Dieter Simon (Eishockeyspieler) (* 1953), deutscher Eishockeyspieler
- Dieter Simon (Fußballspieler) (* 1962), deutscher Fußballspieler
- Dietrich Simon (Rechtswissenschaftler) (1936–2023), deutscher Rechtswissenschaftler
- Dietrich Simon (Verleger) (1939–2014), deutscher Verleger und Publizist
- Diosdado Simón (1954–2002), spanischer Botaniker
- Dirk Simon (* 1968), deutscher Dokumentarfilmer und Produzent
- Dominik Simon (* 1994), tschechischer Eishockeyspieler

### E
- Ebba Simon (1906–1999), deutsche Stifterin
- Eckhart Simon (* 1933), deutscher Mediziner und Physiologe
- Edgardo Simón (* 1974), argentinischer Radrennfahrer
- Edith Simon (* 1961), österreichische Judoka
- Eduard Simon (Apotheker) (1789–1856), deutscher Apotheker
- Eduard Simon (Rechtsanwalt) (1805–1867), deutscher Rechtsanwalt
- Eduard Simon (Fabrikant) (1822–1894), Schweizer Fabrikant
- Eduard Simon (Bauunternehmer) (1898–1939/1940), deutscher Ingenieur und Bauunternehmer
- Eduard Georg Simon (1864–1929), deutscher Industrieller, Kunstsammler und Mäzen
- Edward Simon (Politiker) (1831–1889), Abgeordneter zum galizischen Landtag
- Edward Simon (* 1969), venezolanischer Pianist und Komponist
- Ekkehard Simon (1936–2018), deutscher Orgelbauer
- Elisabeth Simon (* 1987), deutsche Reiterin
- Elke Simon-Kuch (* 1970), deutsche Politikerin (CDU), MdL
- Elmar Simon (* 1963), deutscher Koch
- Emanuel Simon (1872–nach 1927), russlanddeutscher römisch-katholischer Geistlicher und Märtyrer

- Emil Simon (1936–2014), rumänischer Dirigent und Komponist
- Émilie Simon (* 1978), französische Sängerin und Komponistin
- Emma Simon (1848–1934), deutsche Schriftstellerin
- Emmanuel Simon (* 1992), papua-neuguineischer Fußballspieler
- Eric Simon (Dirigent, 1907) (eigentlich Erich Simon; 1907–1994), österreichischer Klarinettist, Dirigent, Komponist und Musikpädagoge; 1938 Emigration in die USA
- Eric Simon (Dirigent, 1908) (eigentlich Erich Simon; 1908–1998), deutscher Dirigent; 1934 Emigration nach Uruguay
- Eric Simon (* 1931), französischer Filmarchitekt
- Erich Simon (Statistiker) (1880–1953), deutscher Statistiker
- Erich Simon (Fußballspieler) (1912–?), deutscher Fußballspieler
- Erich M. Simon (1892–1978), deutsch-US-amerikanischer Illustrator, Maler und Grafiker
- Erik Simon (* 1950), deutscher Autor und Herausgeber
- Erik Simon (Spieleentwickler) (* 1963), deutscher Computerspielentwickler
- Erik Simon (Skispringer) (* 1987), deutscher Skispringer
- Erika Simon (1927–2019), deutsche Klassische Archäologin
- Ernestine Minna Simon (1845–1902), deutsche Textilarbeiterin und Streikführerin
- Ernst Simon (Jurist) (1859–1919), deutscher Jurist
- Ernst Simon (Übersetzer) (1870–nach 1938), österreichischer Übersetzer, Emigration in die USA
- Ernst Simon (Unternehmer) (1872–1945), deutscher Unternehmer und Ingenieur
- Ernst Simon (Mediziner) (1898–1989), israelischer Sportmediziner deutscher Herkunft
- Ernst Simon (Philosoph) (1899–1988), deutscher Pädagoge und Religionsphilosoph
- Ernst Simon (Biochemiker) (Ernst Eytan Simon; 1902–1973), deutsch-israelischer Biochemiker
- Ernst Simon (Bibelübersetzer) (Ernst Bruno Simon; 1903–1998), deutscher Bibelübersetzer und Missionar in Palästina
- Ernst Simon (Verleger) (1921–1998), deutscher Zeitungsverleger
- Ernst Simon (Komponist) (1924–1975), deutscher Filmkomponist und Arrangeur
- Ernst Julius Walter Simon (1893–1981), deutscher Sinologe, siehe Walter Simon (Sinologe)
- Erwin Simon (1908–1959), deutscher Schwimmer
- Eugen Simon (1880–1941), deutscher Verwaltungsjurist, Landrat in Gumbinnen
- Eugène Simon (1848–1924), französischer Arachnologe
- Eugene Simon (* 1992), britischer Schauspieler
- Ezard Simon, antiguanischer Fußballspieler

### F
- Felisa Wolfe-Simon, US-amerikanische Geomikrobiologin
- Ferdinand Simon (1864–1912), deutscher Arzt
- Fernando Simón (* 1963), spanischer Epidemiologe
- Ferenc Simon (1886–1919), ungarischer Fußballspieler
- Flamur Simon (* 1999), deutscher American-Football-Spieler
- Florentino Simón y Garriga (1868–1935), spanischer Geistlicher, Titularbischof von Leuce
- Florian R. Simon, deutscher Verleger
- Francesca Simon (* 1955), amerikanisch-britische Schriftstellerin
- Francisco Simón y Ródenas (1849–1914), spanischer Ordensgeistlicher, Bischof von Santa Marta
- François Simon (Schauspieler) (1917–1982), Schweizer Schauspieler
- François Simon (Radsportler) (* 1968), französischer Radrennfahrer
- François C. Antoine Simon (1843–1923), haitianischer Politiker, Präsident 1908 bis 1911
- Frank Simon (Fußballspieler) (1899–??), englischer Fußballspieler
- Frank Simon (Regisseur), Filmregisseur und Drehbuchautor
- Frank Simon, Pseudonym von Silvio Bandinelli (* 1954), italienischer Pornofilmregisseur
- Frank Simon-Ritz (* 1962), deutscher Bibliothekar und Kulturwissenschaftler
- Frank Lewis Worthington Simon (1862–1933), Architekt
- Franz Simon (Instrumentenbauer) (um 1757–1803), deutscher Lauten- und Geigenbauer
- Franz Simon (Politiker) (1775–1847), deutscher Amtsvogt und Abgeordneter
- Franz Simon (Zeichner) (1909–1997), österreichischer Zeichner, Kunstpädagoge, Sammler und Autor
- Franz Eugen Simon (Francis Simon; 1893–1956), deutsch-britischer Physiker
- Frieder Simon (1936–2020), deutscher Puppenspieler, Puppengestalter und Regisseur
- Friedrich Simon (Maler) (1809–1857), deutscher Maler
- Friedrich Simon (1902–??), deutscher Bankier, siehe Bankhaus Friedrich Simon
- Friedrich Alexander Simon (1793–1869), deutscher Arzt und Autor
- Friedrich Karl Simon (1798–1881), deutscher Theologe und Politiker
- Friedrich Louis Simon (1800–1877), deutscher Architekt und Baubeamter
- Fritz Simon (1904–1931), deutscher Pilot
- Fritz Simon-Krauser (1896–1959), Schweizer Beamter und Politiker
- Fritz B. Simon (* 1948), deutscher Psychiater

### G
- Georg Simon (Politiker) (1872–1944), deutscher Politiker (SPD), MdR
- Georg Simon (Badminton) (* 1957), deutscher Badmintonspieler
- Georg Rudolf Simon (1784–1858), Schweizer Unternehmer und Politiker
- George Simon (Mediziner) (1902–1977), US-amerikanischer Radiologe
- George Simon (Leichtathlet) (* 1943), Sprinter aus Trinidad und Tobago
- George Simon (Künstler) (1947–2020), Künstler und Archäologe aus Guyana
- George T. Simon (George Thomas Simon; 1912–2001), US-amerikanischer Musiker und Musikjournalist
- Gerald Müller-Simon (1931–2023), deutscher Maler und Grafiker
- Gerd Simon (* 1937), deutscher Germanist und Linguist
- Gerhard Simon (Unternehmer) (1914–2008), deutscher Unternehmer und Stifter, siehe Erika-Simon-Stiftung
- Gerhard Simon (Politiker), deutscher Politiker, Oberbürgermeister von Görlitz
- Gerhard Simon (Slawist) (* 1937), deutscher Slawist und Hochschullehrer
- Gert Micha Simon (1929–2016), deutscher Schriftsteller, siehe Simon Traston
- Gertrud Simon, Geburtsname von Gertrud Marx (Schriftstellerin) (1851–1916), deutsche Dichterin
- Gerty Simon (1887–1970), deutsch-britische Fotografin
- Géza Gábor Simon (* 1947), ungarischer Musikhistoriker, Musikjournalist und Produzent
- Gilles Simon (* 1984), französischer Tennisspieler
- Gottlieb Anton Simon (1790–1855), Schweizer Seidenfabrikant und Politiker
- Grace Simon, Geburtsname von Gruschenka Stevens, deutsche Schauspielerin
- Gregor Simon (Kanute) (* 1963), deutscher Kanute
- Gregor Simon (Kirchenmusiker) (* 1969), deutscher Organist
- Gunnar Simon (* 1940), deutscher Jurist und Staatssekretär
- Günter Simon (Journalist, 1931) (1931–2019), deutscher Sportjournalist und Fußballspieler
- Günter Simon (Journalist, 1933) (* 1933), deutscher Gewerkschaftsfunktionär und Journalist
- Günter Simon (Politiker) (* 1940), deutscher Politiker (SPD), MdL Hessen
- Günther Simon (Politiker) (1890–1972), deutscher Politiker (FDP), MdL Nordrhein-Westfalen
- Günther Simon (Chemiker) (1910–1989), deutscher Chemiker und Hochschullehrer
- Günther Simon (Mediziner) (1921–2015), deutscher Internist
- Günther Simon (Schauspieler) (1925–1972), deutscher Schauspieler
- Günther Simon (Maler) (1925–2013), deutscher Maler und Illustrator
- Gustav Simon (Mediziner, 1810) (Karl Gustav Theodor Simon; 1810–1857), deutscher Dermatologe
- Gustav Simon (Historiker) (1811–1870), deutscher Pfarrer und Historiker
- Gustav Simon (Industrieller) (1818–1897), österreichischer Industrieller und jüdischer Funktionär
- Gustav Simon (Mediziner, 1824) (1824–1876), deutscher Chirurg und Hochschullehrer
- Gustav Simon (Landrat) (1878–1962), deutscher Jurist und Landrat
- Gustav Simon (Gauleiter) (1900–1945), deutscher Politiker (NSDAP), MdR
- Guy Simon (1933–1988), französischer Fußballspieler
- György János Simon (1894–1968), ungarischer Maler

### H
- Hanns Simon (1908–1989), deutscher Unternehmer
- Hans Simon (Entomologe) (1834–1898), deutscher Kaufmann und Insektenkundler
- Hans Simon (General) (1896–1970), deutscher Generalmajor
- Hans Simon (Komponist) (1897–1982), deutscher Komponist
- Hans Simon (Architekt) (1909–1982), deutscher Architekt
- Hans Simon (Politiker) (1921–1957), deutscher Politiker (CDU), MdL Saarland
- Hans Simon (Gärtner) (1926–2016), deutscher Gärtner und Verbandsfunktionär
- Hans Simon (Sportwissenschaftler) (1928–2020), deutscher Sportwissenschaftler
- Hans Simon (Pfarrer) (1935–2020), deutscher Pfarrer und Bürgerrechtler
- Hans Simon (Wasserballspieler) (1947–2025), deutscher Wasserballspieler
- Hans-Albert Simon-Schaefer (1907–1993), deutscher Maler
- Hans Alfons Simon (1888–1946), deutscher Jurist
- Hans-Arno Simon (1919–1989), deutscher Komponist, Sänger, Pianist und Produzent
- Hans-Günther Simon (1925–1991), deutscher Althistoriker und Provinzialrömischer Archäologe
- Hans-Heinrich Simon (1931–2010), deutscher Politiker (NDPD)
- Hans-Joachim Simon (1931–2009), deutscher Romanist
- Hans O. Simon (Hans Oskar Simon; 1887–1961), deutscher Sachbuchautor
- Hans-Ulrich Simon (Germanist) (* 1943), deutscher Germanist und Literaturwissenschaftler
- Hans Ulrich Simon (Mathematiker) (* 1954), deutscher Mathematiker und Hochschullehrer
- Harald Simon (* 1967), österreichischer Eisspeedwayfahrer
- Harold Simon (Harold Joachim Simon; 1928–2013), US-amerikanischer Mediziner und Hochschullehrer deutscher Herkunft (1938 Emigration in die USA)
- Harry Simon (Sportschütze) (Harry Eugene Simon; 1873–1932), US-amerikanischer Sportschütze
- Harry Simon (Rugbyspieler) (Harold James Simon; 1911–1979), neuseeländischer Rugby-Union-Spieler
- Harry Simon (Sinologe) (Harry Felix Simon; 1923–2019), deutscher Sinologe
- Harry Simon (Boxer) (* 1972), namibischer Boxer
- Heide Simon (Schauspielerin) (* 1947), deutsche Schauspielerin
- Heide Simon (Politikerin) (* 1955), deutsche Politikerin (GAL)
- Heinrich Simon (Kaufmann) (nach 1732–1799), deutscher Kaufmann und Bibliophiler
- Heinrich Simon (Politiker, 1805) (1805–1860), deutscher Politiker
- Heinrich Simon (Musikwissenschaftler) (Pseudonyme Osmin, Professor K. Lauer/Kalauer; 1858–1930), deutscher Musikwissenschaftler und Bibliothekar
- Heinrich Simon (Verleger) (1880–1941), deutsch-US-amerikanischer Journalist und Verleger
- Heinrich Simon (Landrat) (1883–1940), deutscher Landrat
- Heinrich Simon (Fußballspieler) (1909–1969), deutscher Fußballspieler
- Heinrich Simon (Politiker, 1910) (1910–1979), deutscher Politiker (NSDAP), MdR
- Heinrich Simon (Judaist) (1921–2010), deutscher Judaist
- Heinrich Veit Simon (1883–1942), deutscher Rechtsanwalt
- Heinz Simon (Beamter) (1907–1983), deutscher Ministerialbeamter
- Heinz Simon (Mediziner) (1922–1993), deutscher Pathologe
- Heinz Simon (Fußballspieler, I), deutscher Fußballspieler
- Heinz Simon (Behindertensportler) (1929/1930–2014), deutscher Schwimmer, Bogenschütze, Tischtennisspieler und Leichtathlet
- Heinz Simon (Ringer), deutscher Ringer
- Heinz Simon (Schauspieler), deutscher Schauspieler
- Heinz Simon (Fußballspieler, 1947) (* 1947), deutscher Fußballspieler
- Heinz-Joachim Simon (1943–2020), deutscher Schriftsteller
- Heinz-Viktor Simon (1943–2019), deutscher Politiker (CDU), MdA Berlin
- Helen Simon (* 1975), deutsche Filmregisseurin
- Helene Simon (1862–1947), deutsche Sozialwissenschaftlerin
- Hellmuth Simon (1926–2012), deutsch-US-amerikanischer Psychiater
- Helmut Simon (Richter) (1922–2013), deutscher Jurist und Richter
- Helmut Simon (Chemiker) (1927–2016), deutscher Chemiker
- Helmut Simon (Bergsteiger) (1937–2004), deutscher Alpinist
- Helmut Simon (Politiker) (1939–2018), deutscher Politiker (SPD)
- Henri Simon (1868–1932), Schweizer Politiker (FDP)
- Henri Simon (Marxist) (1922–2024), Rätekommunist, Mitglied der Gruppe Socialisme ou Barbarie
- Henri de Saint-Simon (1760–1825), französischer Publizist und Offizier
- Henrik Simon (* 1971), deutscher Kommunalpolitiker, Oberbürgermeister von Torgau
- Henry Simon (Ingenieur) (1835–1899), deutsch-britischer Ingenieur und Unternehmer
- Henry Simon (Politiker) (1874–1926), französischer Politiker
- Henry Simon (Maler) (1910–1987), französischer Maler
- Henry Simon (General) (1921–2016), US-amerikanischer General der United States Air Force
- Herbert Simon (Drucker) (1898–1974), britischer Drucker, Designer, Autor und Unternehmer
- Herbert Simon (Sänger) (* 1922), deutscher Sänger (Bass)
- Herbert Simon (Unternehmer) (Herb Simon; * 1934), US-amerikanischer Unternehmer und Sportteambesitzer
- Herbert A. Simon (Herbert Alexander Simon; 1916–2001), US-amerikanischer Sozialwissenschaftler
- Herman Veit Simon (1856–1914), deutscher Rechtsanwalt
- Hermann Simon (Mediziner) (1867–1947), deutscher Psychiater
- Hermann Simon (Komponist) (1896–1948), deutscher Komponist
- Hermann Simon (Chemiker) (1900–1978), deutsch-britischer Chemiker und Unternehmer
- Hermann Simon (Ringer) (1906–1987), deutscher Ringer
- Hermann Simon (Manager) (* 1947), deutscher Unternehmensberater und Hochschullehrer
- Hermann Simon (Historiker) (* 1949), deutscher Historiker
- Hermann Simon von Zastrow (1829–1900), deutscher Jurist und Politiker
- Hermann Theodor Simon (1870–1918), deutscher Physiker
- Hildegard Simon (* 1954), deutsche Politikerin (SPD)
- Hippolyte Simon (1944–2020), französischer Geistlicher, Erzbischof von Clermont
- Holger Simon (* 1969), deutscher Kunsthistoriker
- Horst Simon (* 1967), deutscher Linguist
- Hubert Clute-Simon (1955–2015), deutscher Fußballspieler
- Hugo Simon (Politiker) (1831–1922), deutscher Lehrer und Politiker, MdL Kurhessen
- Hugo Simon (Bankier) (1880–1950), deutscher Bankier und Politiker (USPD)
- Hugo Simon (Widerstandskämpfer) (1909–1945), deutscher Widerstandskämpfer
- Hugo Simon (Reiter) (* 1942), österreichischer Springreiter
- Hugo Ferdinand Simon (1877–1958), deutscher Oberstleutnant, Diplomat und Rechtswissenschaftler

### I
- Imre Simon (1943–2009), brasilianischer Informatiker und Mathematiker
- Ingeborg Simon (* 1939), deutsche Politikerin, MdA
- Ingraban Dietmar Simon (1938–2024), deutscher Jurist und Kunstsammler
- Ingrid Simon (* 1944), deutsche Schauspielerin
- Israel Simon (1807–1883), deutscher Bankier und Diplomat

### J
- Jacques Simon (Maler) (1875–1965), französischer Maler
- Jacques Simon (Glaskünstler) (1890–1974), französischer Glaskünstler und Maler
- Jacques Simon (General) (1896–1971), französischer General
- Jacques Simon (Historiker) (1933–1971), französischer Historiker
- Jacques Simon (Radsportler) (1938–2021), französischer Radsportler
- Jacques Simon (1941–2017), französischer Fußballspieler
- Jakob Peter Simon (1795–1857), deutscher Politiker, MdL Hessen
- James Simon (1851–1932), deutscher Unternehmer und Mäzen
- James Simon (Musiker) (1880–1944), deutscher Komponist, Pianist und Musikschriftsteller
- Jan David Simon, 3. Viscount Simon (1940–2021), britischer Politiker
- Jana Simon (* 1972), deutsche Schriftstellerin
- János Simon (1929–2010), ungarischer Basketballspieler
- Jason Simon (* 1969), kanadischer Eishockeyspieler
- Jean Simon (1912–2003), französischer Offizier
- Jean-Marie Simon (1858–1932), französischer Geistlicher, Apostolischer Vikar von Orange River
- Jeanne Simon (1869–1949), französische Porträt- und Genremalerin
- Jeremias Simon (1632–1701), deutscher evangelischer Theologe, Dichter und Chronist
- Jérôme Simon (* 1960), französischer Radrennfahrer
- Jessica Simon (* 1985), deutsche Turnerin
- Jette Simon (* 2004), deutsche Radrennfahrerin
- Jim Simon (James E. Simon; * 1940), US-amerikanischer American-Football-Spieler
- Jo Ann Simon (* 1946), US-amerikanische Autorin
- Joanna Simon (1936–2022), US-amerikanische Opernsängerin
- Jocelyn Simon, Baron Simon of Glaisdale (1911–2006), britischer Jurist und Politiker (Conservative Party)
- Joe Simon (Comicautor) (1913–2011), US-amerikanischer Comicautor und -zeichner
- Joe Simon (Musiker) (1936–2021), US-amerikanischer Musiker
- Joel Simon (1950–2011), US-amerikanischer Filmproduzent
- Johann Simon (1565–1627), deutscher Philosoph, siehe Johannes Simonius
- Johann Simon (Theologe) (1621–1701), deutscher Theologe
- Johann Caspar Simon (1701–1776), deutscher Organist und Komponist
- Johann Christian Simon (1687–1760), deutscher Architekt und Baumeister
- Johann Franz Simon (1807–1843), deutscher Chemiker und Arzt
- Johann Friedrich Simon (1751–1829), französischer Lehrer, Drucker und Politiker
- Johann Friedrich Simon (1807–1881), deutscher Lehrer und Küster
- Johann Georg Simon (1636–1696), deutscher Rechtswissenschaftler und Hochschullehrer
- Johann Heinrich Simon der Ältere (1641–1713), deutscher Jurist, Stadtsyndikus in Hamburg
- Johann Heinrich Simon der Jüngere (1696–1763), deutscher Jurist, Ratsherr in Hamburg
- Johannes Simon (General) (1855–1929), deutscher Generalleutnant
- Johannes Simon (Moderator) (* 1979), deutscher Moderator
- Johannes Simon (Boxer), namibischer Boxer
- John Simon (Mediziner) (1816–1904), britischer Mediziner und Gesundheitspolitiker
- John Simon, 1. Viscount Simon (1873–1954), britischer Jurist und Politiker
- John Simon, 2. Viscount Simon (1902–1993), britischer Politiker
- John Simon (Kritiker) (1925–2019), US-amerikanischer Kritiker
- John Simon (Musiker) (* 1941), US-amerikanischer Musiker und Produzent
- John Simon (Footballspieler, 1978) (* 1978), US-amerikanischer American-Football-Spieler
- John Simon (Footballspieler, 1990) (* 1990), US-amerikanischer American-Football-Spieler
- John G. Simon, US-amerikanischer Rechtswissenschaftler und Hochschullehrer
- Jonathan Simon (* 1959), US-amerikanischer Rechtswissenschaftler, Soziologe und Kriminologe
- Jordan Simon (1719–1776), deutscher Theologe
- Jordi Simón (* 1990), spanischer Radrennfahrer
- José de Martín Simón (* 1940), spanischer Maler und Bildhauer
- Josef Simon (Politiker) (1865–1949), deutscher Politiker (SPD), MdR
- Josef Simon (Pflanzenphysiologe) (1868–1945), deutscher Pflanzenphysiologe
- Josef Simon (Brauer) (1879–1947), deutscher Brauer
- Josef Simon (Philosoph) (1930–2016), deutscher Philosoph
- Josef Simon (Steinmetz) (* 1944), deutscher Steinmetz
- Joseph Simon (Klavierbauer), österreichischer Klavierbauer
- Joseph Simon (Politiker, 1851) (1851–1935), deutsch-US-amerikanischer Politiker
- Joseph Simon (Künstler) (1874–1960), französischer Glaskünstler
- Joseph H. Simon, eigentlicher Name von Joe Simon (Comicautor) (1913–2011), US-amerikanischer Comicautor
- Joseph Maria Anton Brassier de Saint-Simon-Vallade (1798–1872), deutscher Diplomat
- Joseph-Philippe Simon, eigentlicher Name von Lockroy (1803–1891), französischer Librettist und Schauspieler
- Joseph T. Simon (1912–1976), österreichischer Jurist und Widerstandskämpfer
- Josette Simon (* 1960), britische Schauspielerin
- Josy Simon (* 1933), luxemburgischer Leichtathlet und Politiker
- Józef Simon, Abgeordneter zum galizischen Landtag
- Juan Simón (* 1960), argentinischer Fußballspieler
- Juan Piquer Simón (1935–2011), spanischer Filmregisseur
- Judit Simon (* 1976), ungarische Ärztin, Wirtschaftswissenschaftlerin und Hochschullehrerin
- Judith Simon (* 1977), deutsche Philosophin
- Jules Simon (1814–1896), französischer Politiker
- Julia Simon (* 1996), französische Biathletin
- Julian Simon (Schauspieler) (* 1983), deutscher Schauspieler
- Julián Simón (* 1987), spanischer Motorradrennfahrer
- Julian Simon (Fußballspieler) (* 2001), deutscher Fußballspieler
- Julian L. Simon (1932–1998), US-amerikanischer Ökonom und Hochschullehrer
- Julien Simon (* 1985), französischer Radrennfahrer
- Julien Simon-Chautemps (* 1978), französischer Motorsportingenieur
- Julius Simon (Kaufmann) (1875–1969), deutsch-US-amerikanischer Kaufmann, Bankier und Politiker
- Július Šimon (* 1965), slowakischer Fußballspieler
- Jupp Simon (* 1931), deutscher Fußballtorwart
- Jürgen Simon (1938–2003), deutscher Radrennfahrer
- Jürgen Simon (Jurist) (Jürgen Walter Simon; * 1943), deutscher Rechtswissenschaftler und Hochschullehrer

### K
- Karl Simon (Kunsthistoriker) (Bernhard Adolf Karl Simon; 1875–1948), deutscher Kunsthistoriker
- Karl Simon (Politiker, 1885) (1885–1961), deutscher Politiker (NSDAP)
- Karl Simon (Architekt), deutscher Architekt
- Karl Berthold Simon (1828–1901), deutsch Bankier, siehe Carl Berthold Simon
- Karl Günter Simon (1933–2013), deutscher Essayist und Schriftsteller
- Karl Gustav Theodor Simon (1810–1857), deutscher Pathologe und Dermatologe, siehe Gustav Simon (Mediziner, 1810)
- Karlheinz Simon (1913–2007), deutscher Tischtennisspieler
- Karl-Heinz Simon (Ökologe) (* 1950), deutscher Ökologe
- Karl Heinz Simon (Politiker) (* 1957), deutscher Politiker (SPD)
- Karl-Heinz Simon (Musiker) (* 1966/1967), deutscher Pianist und Hochschullehrer
- Karl-Hermann Simon (1930–2011), deutscher Forstwissenschaftler
- Katharina Simon-Muscheid (1953–2012), Schweizer Historikerin
- Kathrin Simon, deutsche Schauspielerin und Synchronsprecherin
- Kay Simon (* 1978), deutscher Kanute
- Kennedy Simon (* 2000), US-amerikanische Leichtathletin
- Kerry Simon (1955–2015), US-amerikanischer Koch
- Kira Simon-Kennedy, US-amerikanische Filmproduzentin und Unternehmerin
- Kirk Simon (1954–2018), US-amerikanischer Filmregisseur, Produzent und Autor
- Klaus Simon (Diplomat) (1916–2002), deutscher Diplomat
- Klaus Simon (Journalist) (* 1925), deutscher Journalist und Philologe
- Klaus Simon (Verwaltungswissenschaftler) (1940–2010), deutscher Verwaltungswissenschaftler
- Klaus Simon (Bildhauer) (* 1949), deutscher Bildhauer
- Klaus Simon (Musiker) (* 1968), deutscher Pianist und Dirigent
- Krisztián Simon (* 1991), ungarischer Fußballspieler
- Krunoslav Simon (* 1985), kroatischer Basketballspieler
- Kurt Simon (Verleger) (1881–1957), deutscher Zeitungsverleger
- Kurt Simon (Unternehmer) (1908–nach 1971), deutscher Unternehmer und Theologe
- Kurt Simon (Produzent) (Kurt W. Simon; 1912–2007), US-amerikanischer Filmproduzent deutscher Herkunft
- Kyah Simon (* 1991), australische Fußballspielerin

### L
- Lars Simon, Pseudonym von Alf Leue (* 1968), deutscher Schriftsteller
- Lateefah Simon (* 1977), US-amerikanische Politikerin und Aktivistin
- László Simon (1948–2009), ungarischer Pianist
- László L. Simon (* 1972), ungarischer Politiker (Fidesz) und Schriftsteller
- Leon Simon (Politiker) (1881–1965), britischer Zionist und Publizist
- Leon Simon (Mathematiker) (* 1945), australischer Mathematiker
- Liese-Lotte Simon-Föhlinger (1909–1999), deutscher Zeitungsverlegerin
- Liesel Simon (1887–1958), deutsche Puppenspielerin
- Lothar Simon (* 1932), deutscher Orgelbauer, Gründer von Orgelbau Simon
- Lothar Simon (Verleger) (* 1938), deutsch-US-amerikanischer Verleger
- Lothar Simon (Politiker), deutscher Politiker (LDPD)
- Lothar Simon (Wirtschaftsinformatiker), deutscher Wirtschaftsinformatiker
- Louis Simon (Unternehmer, I), österreichischer Waagenfabrikant
- Louis Simon (Unternehmer, 1828) (1828–1903), deutscher Baumwollunternehmer
- Louis Simon (Komiker), Komiker und Schauspieler
- Louis de Rouvroy, duc de Saint-Simon (1675–1755), französischer Politiker und Schriftsteller
- Louis A. Simon (1867–1958), US-amerikanischer Architekt
- Louis C. Simon (* 1967), US-amerikanischer Stuntman
- Louis Frédéric Clément-Simon (1873–1934), französischer Diplomat
- Lowrell Simon (1943–2018), amerikanischer Sänger und Songwriter
- Lucien Simon (1861–1945), französischer Maler
- Lucile Saint-Simon (* 1932), französische Schauspielerin
- Ludwig Simon (Politiker, 1819) (1819–1872), deutscher Politiker
- Ludwig Simon (Architekt) (1856–1921), österreichischer Architekt
- Ludwig Simon (Mediziner) (1879–1953), deutscher Chirurg
- Ludwig Simon (Pfarrer) (Ludwig Wilhelm Simon; 1905–1995), deutscher Pfarrer und Lehrer
- Ludwig Simon (Politiker, 1920) (1920–2007), deutscher Politiker, Bürgermeister von Ubstadt-Weiher
- Ludwig Simon (Ornithologe) (* 1956), deutscher Ornithologe
- Ludwig Simon (Schauspieler) (* 1996/1997), deutscher Schauspieler
- Ludwig Bertrand Simon (1813–1869), deutscher Brauer und Unternehmer
- Lutz Simon (* 1941), deutscher Rechtswissenschaftler

### M
- M. Celeste Simon (* 1954), US-amerikanische Biologin und Krebsforscherin
- Manfred Simon (1931–2015), deutscher Polizist
- Marcel Simon (Historiker) (1907–1986), französischer Religionshistoriker und Theologe
- Marcel Simon (Fußballspieler) (* 1994), deutscher Fußballspieler
- Maria Simon (* 1976), deutsche Schauspielerin
- Maria Dorothea Simon (1918–2022), österreichische Sozialwissenschaftlerin
- Marie Simon (Krankenpflegerin) (1824–1877), deutsche Krankenpflegerin
- Marie Simon (Philosophiehistorikerin) (1922–1998), deutsche Philosophiehistorikerin
- Marie Simon-Pierre (* 1961), französische Ordensschwester
- Marie-Luise Simon (* 1930), deutsche Architektin, siehe Marie-Luise Niewodniczańska
- Marion Anna Simon (* 1972), deutsche Malerin und Performancekünstlerin
- Martin Simon (Schriftsteller) (1909–1942), deutscher Schriftsteller
- Martin Simon (Liedermacher) (Martin „Kleinti“ Simon; 1966–2000), deutscher Liedermacher
- Martin Bröckelmann-Simon (* 1957), deutscher Sozialwissenschaftler und Wohlfahrtsfunktionär
- Mary Simon (* 1947), kanadische Diplomatin
- Matt Simon (* 1986), australischer Fußballspieler
- Max Simon (Politiker, 1814) (1814–1872), deutscher Jurist und Politiker (DFP), MdR
- Max Simon (Mathematiker) (1844–1918), deutscher Mathematiker und Mathematikhistoriker
- Max Simon (Politiker, 1884) (1884–1950), deutscher Lehrer und Politiker (SPD)
- Max Simon (SS-Mitglied) (1899–1961), deutscher SS-Gruppenführer und Generalleutnant der Waffen-SS
- Max Simon (Politiker, 1919) (1919–2009), deutscher Politiker (NDPD)
- Maximilien Simon (1797–1861), französischer Komponist und Staatsbediensteter
- Maximilien Henri de Saint-Simon (1720–1799), französischer Schriftsteller
- Meinhard Simon, deutscher Mikrobiologe
- Melvin Simon (1926–2009), US-amerikanischer Geschäftsmann, Basketballmanager und Filmproduzent
- Michael Simon (Theaterregisseur) (* 1958), deutscher Theaterregisseur, Opernregisseur und Bühnenbildner
- Michael Simon (Schauspieler), US-amerikanischer Schauspieler, Drehbuchautor und Filmregisseur
- Michael Simon (Politiker) (* 1971), deutscher Politiker (SPD)
- Michael Simon (Musiker) (* 1972), deutscher Gitarrist
- Michael Simon (Pflegewissenschaftler) (* 1972), deutscher Pflegewissenschaftler
- Michel Simon (1895–1975), französisch-schweizerischer Schauspieler
- Miles Simon (* 1975), US-amerikanischer Basketballspieler und -trainer
- Mircea Simon (* 1954), rumänischer Boxer
- Moses Simon (* 1995), nigerianischer Fußballspieler

### N
- Natalie Simon (* 1990), US-amerikanische Fußballschiedsrichterin
- Nathalie Simon (* 1962), französische Leichtathletin
- Neil Simon (1927–2018), US-amerikanischer Dramatiker
- Nicolai Simon (* 1987), deutscher Basketballspieler
- Nicole Simon (* 1968), deutsche Fotografin
- Nikolaus Simon (Manager) (1874–1948), deutscher Industriemanager
- Nikolaus Simon (Künstler) (1897–1970), deutscher Künstler
- Nikolaus Simon (Architekt) (1935–2017), deutscher Architekt
- Nikolaus Sebastian Simon (1749–1802), französischer Jurist und Politiker
- Noel Simon (1921–2008), britischer Autor und Naturschützer
- Norbert Simon (Verleger) (1937–2013), deutscher Verleger
- Norbert Simon (Künstler) (* 1952), deutscher Maler und Grafiker
- Norman Simon (* 1976), deutscher Automobilrennfahrer
- Norton Winfred Simon (1907–1993), US-amerikanischer Industrieller

### O
- Oberth Simon (* 2001), papua-neuguineischer Fußballspieler
- Oliver Simon (Bischof) (* 1945), britischer Geistlicher, Bischof von Antsiranana
- Oliver Simon (Sänger) (1957–2013), deutscher Sänger
- Oliver Simon (Drehbuchautor) (* 1965), deutscher Drehbuchautor und Produzent
- Oliver Simon (Schauspieler) (* 1975), deutscher Schauspieler
- Ortwin Simon (* 1944), deutscher Veterinärmediziner und Hochschullehrer für Tierernährung
- Oskar Simon (Mediziner) (1845–1882), deutscher Dermatologe
- Oskar Simon (Politiker) (1894–1962), deutscher Politiker (CDU), MdL Rheinland-Pfalz
- Otto Simon (Esperantist) (1876–1941), österreichischer Lehrer und Esperantist
- Otto-Erich Simon (1919/1920–nach 1991), deutscher Unternehmer

### P
- Pablo Ervin Schmitz Simon (* 1943), US-amerikanischer Ordensgeistlicher, Bischof von Bluefields
- Pál Simon (1891–1922), ungarischer Leichtathlet
- Pascal Simon (* 1956), französischer Radrennfahrer
- Pat Simon (* 1949), deutsche Sängerin
- Patrice Simon (* 1969), französischer Chemiker
- Patrick Simon (* 1975), deutscher Rennfahrer
- Paul Simon (Politiker, 1879) (1879–??), deutscher Verwaltungsbeamter und Politiker, MdL Bayern
- Paul Simon (Dompropst) (1882–1946), deutscher Geistlicher und Theologe
- Paul Simon (Ingenieur) (Paul Rudolf Eduard Simon; 1885–1943), Schweizer Ingenieur, Topograf und Sportfunktionär
- Paul Simon (Politiker, 1886) (1886–1956), französischer Politiker
- Paul Simon (Politiker, 1908) (1908–1947), deutscher Politiker (NSDAP), MdR
- Paul Simon (Politiker, II), deutscher Politiker (SED), MdV
- Paul Simon (* 1941), US-amerikanischer Musiker und Schauspieler
- Paul Simon (Schauspieler) (* 1991), deutscher Schauspieler
- Paul Heinrich Simon (1912–1978), deutscher Pädagoge und Politiker (SPD), MdB
- Paul Ludwig Simon (1771–1815), deutscher Architekt und Naturwissenschaftler
- Paul M. Simon (Paul Martin Simon; 1928–2003), US-amerikanischer Politiker
- Pauline Simon (1894–1976), amerikanische Künstlerin der Outsider Art
- Pedro Simón (1574–1627), spanischer Missionar, Historiker und Hispanist
- Pedro Ercílio Simon (1941–2020), brasilianischer Geistlicher, Erzbischof von Passo Fundo
- Perikles Simon (* 1973), deutscher Sportmediziner
- Peter Simon (Bibliophiler) (1732–1782), deutscher Jurist und Bibliophiler
- Peter Simon (Schauspieler, 1938) (* 1938), deutscher Schauspieler und Theaterregisseur
- Peter Simon, Pseudonym von Horst Herrmann (Theologe) (1940–2017), deutscher Kirchenrechtler, Kirchenkritiker und Soziologe
- Peter Simon (Schauspieler, 1943) (* 1943), US-amerikanischer Schauspieler
- Peter Simon (Politiker) (* 1967), deutscher Politiker (SPD)
- Peter C. Simon (Peter Cezary Simon; * 1969), polnisch-deutscher Künstler und Komponist
- Petra Simon (Badminton) (* 1975), deutsche Badmintonspielerin
- Petra Simon (Handballspielerin) (* 2004), ungarische Handballspielerin
- Philip Simon (* 1976), niederländisch-deutscher Kabarettist
- Philipp Simon (Apotheker) (1807–1871), deutscher Apotheker und Politiker
- Philipp Simon (Fußballspieler) (* 1994), deutscher Fußballspieler
- Pierre-Henri Simon (1903–1972), französischer Journalist, Romanist und Literaturwissenschaftler
- Prosper-Charles Simon (1788–1866), französischer Organist

### R
- Rainer Simon (Regisseur) (* 1941), deutscher Filmregisseur und Drehbuchautor
- Rainer Simon (General) (* 1965), deutscher Brigadegeneral des Heeres der Bundeswehr
- Ralf Simon (* 1961), deutscher Literaturwissenschaftler und Hochschullehrer
- Ralf-Axel Simon (* 1953), deutscher Anarchist, Lyriker und Schachspieler
- Régis Simon (* 1958), französischer Radrennfahrer
- Reinhard Simon (* 1951), deutscher Schauspieler und Regisseur
- Reinhold Simon (1902–nach 1966), deutscher Sportjournalist
- René Simon (1898–1971), französischer Schauspiellehrer, Gründer von Cours Simon
- Rhymin Simon (* 1976), deutscher Rapper
- Richard Simon (Theologe) (1638–1712), französischer Theologe und Historiker
- Richard Simon (Maler) (Pseudonym Simmerl; 1898–1993), deutscher Maler
- Richard Simon (Schauspieler), US-amerikanischer Schauspieler
- Richard Fitz-Simon (um 1295–um 1349), englischer Adliger
- Richard Nathan Simon (1865–1934), deutscher Indologe
- Robby Simon (* 1978), deutscher Kanute
- Robert Simon (Wasserspringer) (1913–2000), französischer Priester und Wasserspringer
- Robert Simon (Geistlicher, 1937) (1937–2021), deutscher Geistlicher, Generalvikar von München und Freising
- Robert Simon (Kunstsammler) (* 1946), deutscher Kunstsammler, Galerist und Museumsgründer
- Robert Simon (Eishockeyspieler) (* 1964), deutscher Eishockeyspieler
- Robert Simon (Spieleautor), deutscher Spieleautor
- Robert E. Simon (1914–2015), US-amerikanischer Immobilienunternehmer
- Robert F. Simon (1908–1992), US-amerikanischer Schauspieler
- Roger L. Simon (* 1943), US-amerikanischer Schriftsteller und Drehbuchautor
- Roland Simon-Schaefer (1944–2010), deutscher Philosoph und Hochschullehrer
- Rolf Simon-Weidner (Mediziner) (1914–2001), deutscher Chirurg und Verbandsfunktionär
- Rolf Simon-Weidner (Künstler) (* 1951), deutscher Maler und Keramiker
- Roman Simon (* 1974), deutscher Politiker
- Rosana Simón (* 1989), spanische Taekwondoin
- Rudolf Simon (Unternehmer) (1897–1982), deutscher Unternehmensgründer
- Rudolf Simon (Architekt, 1903) (1903–1971), deutscher Architekt
- Rudolf Simon (Architekt, 1906) (1906–1963), deutscher Architekt
- Rudolf Simon (Eishockeyspieler, I), deutscher Eishockeyspieler
- Rudolf Simon (Eishockeyspieler, 1974) (* 1974), rumänischer Eishockeyspieler

### S
- S. Sylvan Simon (Samuel Sylvan Simon; 1910–1951), US-amerikanischer Filmregisseur und Filmproduzent
- Sam Simon (Samuel Michael Simon; 1955–2015), US-amerikanischer Fernsehproduzent
- Samuel Simon (Schauspieler) (* 1992), deutscher Schauspieler
- Santiago Simón (* 2002), argentinischer Fußballspieler
- Sébastien Simon (* 1990), französischer Hochseesegler und Ingenieur für Struktur- und Verbundwerkstoffe
- Sensi Simon (* 1979), deutscher Trompeter, Musikproduzent, Sänger und Komponist
- Shatta Simon (1910–2003), französische Erzieherin
- Sheila Simon (* 1961), US-amerikanische Politikerin
- Sherry Simon, kanadische Sprach- und Literaturwissenschaftlerin und Übersetzerin
- Simon Simon (1857–1925), Schweizer Topograf
- Siegfried Veit Simon (1877–1934), deutscher Botaniker
- Simone Simon (1911–2005), französische Schauspielerin
- Sion Llewelyn Simon (* 1968), britischer Politiker
- Stefan Simon (Konservierungswissenschaftler) (* 1962), deutscher Chemiker und Konservierungswissenschaftler
- Stefan Simon (Fußballspieler) (* 1969), deutscher Fußballspieler
- Stefan Simon (Rechtsanwalt) (* 1969), deutscher Rechtsanwalt
- Stefanie Simon (* 1950), deutsche Sängerin
- Steffen Simon (* 1965), deutscher Sportreporter
- Stephen Simon (1937–2013), US-amerikanischer Dirigent und Musikproduzent
- Susanna Simon (* 1968), deutsche Schauspielerin
- Sven Simon (Fotograf) (eigentlich Axel Springer junior; 1941–1980), deutscher Fotograf und Journalist
- Sven Simon (Schauspieler) (* 1960), deutscher Schauspieler
- Sven Simon (Sportjournalist) (* 1971), deutscher Sportjournalist
- Sven Simon (Jurist) (* 1978), deutscher Rechtswissenschaftler und Politiker (CDU)

### T
- Tarsicio Aguado Simón (* 1968), spanischer Fußballspieler
- Taryn Simon (* 1975), US-amerikanische Fotografin
- Ted Simon (* 1931), britischer Journalist und Abenteurer
- Theo Simon (1947–2025), deutscher Geologe
- Theobald Simon (Brauer, 1847) (1847–1924), deutscher Brauer und Unternehmer
- Theobald Simon (Brauer, 1906) (1906–1978), deutscher Brauer und Unternehmer
- Theodor Simon (Philologe) (um 1642–??), deutscher Philologe
- Theodor Simon (Mediziner) (1841–1874), deutscher Arzt und Psychiater
- Theodor Simon (Theologe) (1860–1925), deutscher Pfarrer, Theologe und Philosoph
- Theodor Wilhelm Simon (1861–1940), deutscher Unternehmer und Abgeordneter des Rheinischen Provinziallandtags
- Théodore Simon (1873–1961), französischer Psychologe
- Theresa Simon (* 1998), deutsche Basketballspielerin
- Thomas Simon (Medailleur) (um 1623–1667), englischer Medailleur
- Thomas Simon (Pädagoge) (1794–1869), deutscher Lehrer und Politiker, MdL Preußen
- Thomas Simon (Jurist) (* 1955), deutscher Rechtshistoriker und Hochschullehrer
- Tibor Simon (1965–2002), ungarischer Fußballspieler
- Tihamér Simon (* 1932), ungarischer Generalmajor
- Tirésias Simon-Sam (1835–1916), haitianischer Politiker, Präsident 1896 bis 1902
- Titus Simon (* 1954), deutscher Buchautor, Sozialarbeiter, Pädagoge, Hochschullehrer und Politiker
- Tobias Simon (* 1992), deutscher Nordischer Kombinierer
- Todd Simon (* 1972), kanadischer Eishockeyspieler
- Troy Simon (* 1980), antiguanischer Fußballspieler
- Tyio Simon (* 1978), antiguanischer Fußballspieler

### U
- Ulrich Simon (1954–2018), deutscher Historiker, Archivar und Schriftsteller
- Ulrike Simon (* 1968), deutsche Journalistin
- Unai Simón (* 1997), spanischer Fußballspieler
- Uwe Simon (1926–2020), deutscher Agrarwissenschaftler

### V
- Vera Simon (* 1973), dänische Autorin
- Vincent Simon (* 1983), tahitischer Fußballspieler
- Virág Simon (* 2002), ungarische Siebenkämpferin

### W
- Walter Simon (Bankier) (1857–1920), deutscher Bankier, Hochschullehrer und Mäzen
- Walter von Simon (1864–1945), deutscher Komponist
- Walter Simon (Sinologe) (Ernst Julius Walter Simon; 1893–1981), deutscher Sinologe
- Walter Simon (Maler) (auch Walther Simon; 1914–2010), Schweizer Maler und Grafiker
- Walter Simon (Philologe) (* 1930), deutscher Philologe und Herausgeber
- Walter Simon (Managementberater) (* 1946), deutscher Wirtschaftsberater und Autor
- Walter Simon (Basketballspieler) (* 1989), deutscher Basketballspieler
- Walter B. Simon (1918–??), österreichischer Soziologe
- Walter C. Simon (Walter Cleveland Simon; 1884–1958), US-amerikanischer Komponist
- Walter Michael Simon (1922–1971), deutscher Historiker
- Walter Veit Simon (1882–1958), deutscher Orthopäde und Chirurg
- Walther C. M. Simon (Walther Carl Maria Simon; 1919–1999), deutsch-österreichischer Neurologe, Psychiater und Musikpsychologe
- Werner Simon (Germanist) (1900–1973), deutscher Germanist
- Werner Simon (Unternehmer) (1912–nach 1971), deutscher Exportkaufmann und Unternehmer
- Werner Simon (Gewerkschafter) (1928–2016), deutscher Gewerkschafter
- Werner Simon (Regisseur) (* 1930), deutscher Hörspielregisseur und Schriftsteller
- Werner Simon (Theologe) (* 1950), deutscher Theologe
- Werner Simon (Soziologe) (* 1968), deutscher Soziologe und Schriftsteller
- Wilhelm Simon (Politiker) (1833–1916), deutscher Eisenbahnmanager und Politiker (NLP)
- Wilhelm Simon (Geistlicher) (1870–1943), deutscher Pastor und Heimatforscher
- Wilhelm Simon (Musiker) (1898–1969), deutscher Trompeter
- Wilhelm Simon (SS-Mitglied) (1900–1971), deutscher SS-Oberscharführer
- Wilhelm Simon (Geologe) (1915–1993), deutscher Geologe, Paläontologe und Hochschullehrer
- Wilhelm Simon (Agrarwissenschaftler) (1923–2016), deutscher Agrarwissenschaftler, Hochschullehrer und Musiker
- Wilhelm Simon (Chemiker) (1929–1992), Schweizer Chemiker und Hochschullehrer
- William Simon (Soziologe) (1920–2000), US-amerikanischer Soziologe
- William E. Simon (William Edward Simon; 1927–2000), US-amerikanischer Politiker
- William Glyn Hughes Simon (1903–1972), britischer Geistlicher, Erzbischof von Wales
- Willy Simon (um 1870–nach 1938), deutscher Musikverleger und -unternehmer
- Wilma Simon (* 1945), deutsche Politikerin (SPD)
- Winston Simon (1930–1976), Musiker aus Trinidad und Tobago
- Wolf Simon (* 1962), deutscher Schlagzeuger und Fotograf
- Wolfgang Simon (Fußballspieler, 1933) (* 1933), deutscher Fußballspieler
- Wolfgang Simon (Illustrator) (1940–2013), deutscher Illustrator
- Wolfgang Simon (Fußballspieler, 1946) (* 1946), deutscher Fußballspieler
- Wolfgang Simon (Kameramann) (1947–2021), österreichischer Kameramann

### Y
- Yehude Simon (Yehude Simon Munaro; * 1947), peruanischer Politiker
- Yves Simon (Yves R. Simon; 1903–1961), französisch-amerikanischer Philosoph
- Yves Simon (Musiker) (* 1944), französischer Romanautor, Sänger und Songwriter
- Yvonne Simon (1917–1992), französische Automobilrennfahrerin